# Pływanie na Letnich Igrzyskach Olimpijskich 2008 – 400 m stylem zmiennym kobiet
400 m stylem zmiennym kobiet – jedna z konkurencji pływackich, które odbyły się podczas XXIX Igrzysk Olimpijskich. Eliminacje miały miejsce 9 sierpnia, a finał konkurencji 10 sierpnia. Wszystkie etapy konkurencji przeprowadzone zostały na Pływalni Olimpijskiej w Pekinie.
Złoty medal zdobyła reprezentantka Australii Stephanie Rice, która w finale ustanowiła nowy rekord świata (4:29,45). Srebrny medal wywalczyła Kirsty Coventry z Zimbabwe, uzyskując czas wolniejszy o 0,44 s od Australijki i poprawiając jednocześnie rekord Afryki (4:29,85). Brąz z czasem 4:31,71 otrzymała Amerykanka Katie Hoff, której rekord świata pobiła Rice.
Blisko kwalifikacji do finału była reprezentantka Polski Katarzyna Baranowska, która w eliminacjach zajęła dziewiąte miejsce i ustanowiła nowy rekord Polski (4:36,95).

## Terminarz
Wszystkie godziny podane są w czasie chińskim (UTC+08:00) oraz polskim (CEST).
| Data             | Godzina rozpoczęcia | Godzina rozpoczęcia |            |
| Data             | UTC+08:00           | CEST                |            |
| ---------------- | ------------------- | ------------------- | ---------- |
| 9 sierpnia 2008  | 19:48               | 13:48               | Eliminacje |
| 10 sierpnia 2008 | 10:42               | 04:42               | Finał      |

## Rekordy
Przed zawodami rekord świata i rekord olimpijski wyglądały następująco:
| Rekord            | Zawodniczka    | Czas    | Miejsce | Data             |
| ----------------- | -------------- | ------- | ------- | ---------------- |
| Rekord świata     | Katie Hoff     | 4:31,12 | Omaha   | 29 czerwca 2008  |
| Rekord olimpijski | Jana Kłoczkowa | 4:33,59 | Sydney  | 16 września 2000 |

W trakcie zawodów ustanowiono następujące rekordy:
| Data        | Etap konkurencji | Zawodniczka    | Czas    | Rekord |
| ----------- | ---------------- | -------------- | ------- | ------ |
| 10 sierpnia | finał            | Stephanie Rice | 4:29,45 | ,      |

## Wyniki

### Eliminacje
| Miejsce | Wyścig | Tor | Zawodniczka                | Państwo           | Czas      | Uwagi |
| ------- | ------ | --- | -------------------------- | ----------------- | --------- | ----- |
| 1.      | 3      | 4   | Elizabeth Beisel           | Stany Zjednoczone | 4:34,55   | Q     |
| 2.      | 5      | 4   | Katie Hoff                 | Stany Zjednoczone | 4:34,63   | Q     |
| 3.      | 3      | 5   | Alessia Filippi            | Włochy            | 4:35,11   | Q     |
| 3.      | 4      | 4   | Stephanie Rice             | Australia         | 4:35,11   | Q     |
| 5.      | 3      | 3   | Jana Martynowa             | Rosja             | 4:36,25   | Q,    |
| 6.      | 4      | 3   | Li Xuanxu                  | Chiny             | 4:36,35   | Q     |
| 7.      | 4      | 5   | Kirsty Coventry            | Zimbabwe          | 4:36,43   | Q     |
| 8.      | 5      | 5   | Hannah Miley               | Wielka Brytania   | 4:36,56   | Q     |
| 9.      | 4      | 7   | Katarzyna Baranowska       | Polska            | 4:36,95   | NR    |
| 10.     | 4      | 1   | Kathryn Meaklim            | Południowa Afryka | 4:37,11   | NR    |
| 11.     | 3      | 7   | Maiko Fujino               | Japonia           | 4:37,35   |       |
| 12.     | 5      | 3   | Katinka Hosszú             | Węgry             | 4:37,55   |       |
| 13.     | 5      | 2   | Zsuzsanna Jakabos          | Węgry             | 4:37,86   |       |
| 14.     | 5      | 7   | Mireia Belmonte García     | Hiszpania         | 4:37,91   |       |
| 15.     | 3      | 6   | Keri-Anne Payne            | Wielka Brytania   | 4:38,69   |       |
| 16.     | 5      | 8   | Anja Klinar                | Słowenia          | 4:38,90   |       |
| 17.     | 2      | 3   | Joanna Melo                | Brazylia          | 4:40,18   |       |
| 18.     | 2      | 7   | Sara Nordenstam            | Norwegia          | 4:40,28   | NR    |
| 19.     | 4      | 6   | Camille Muffat             | Francja           | 4:40,29   |       |
| 20.     | 3      | 8   | Tanya Hunks                | Kanada            | 4:40,63   |       |
| 21.     | 5      | 1   | Jessica Pengelly           | Południowa Afryka | 4:41,04   |       |
| 22.     | 3      | 1   | Samantha Hamill            | Australia         | 4:41,89   |       |
| 23.     | 5      | 6   | Joanne Andraca             | Francja           | 4:43,88   |       |
| 24.     | 3      | 2   | Helen Norfolk              | Nowa Zelandia     | 4:44,22   |       |
| 25.     | 2      | 5   | Liu Jing                   | Chiny             | 4:44,96   |       |
| 26.     | 2      | 1   | Jördis Steinegger          | Austria           | 4:45,15   |       |
| 27.     | 4      | 2   | Saori Haruguchi            | Japonia           | 4:45,22   |       |
| 28.     | 1      | 3   | Nam Yoo-sun                | Korea Południowa  | 4:46,74   |       |
| 29.     | 4      | 8   | Alexa Komarnycky           | Kanada            | 4:46,98   |       |
| 30.     | 2      | 8   | Susana Escobar             | Meksyk            | 4:47,32   | NR    |
| 31.     | 2      | 6   | Svetlana Karpeeva          | Rosja             | 4:50,22   |       |
| 32.     | 1      | 6   | Quah Ting Wen              | Singapur          | 4:51,25   | NR    |
| 33.     | 2      | 2   | Katharina Schiller         | Niemcy            | 4:51,52   |       |
| 34.     | 1      | 4   | Lew Yih Wey                | Malezja           | 4:55,83   |       |
| 35.     | 1      | 5   | Anna-Liisa Põld            | Estonia           | 4:58,21   |       |
| 36.     | 2      | 4   | Georgina Bardach           | Argentyna         | 5:00,87   |       |
| 37.     | 1      | 7   | Nimitta Thaveesupsoonthorn | Tajlandia         | 5:02,18   |       |
| 38. !   | 1      | 2   | Maroua Mathlouthi          | Tunezja           | 9:99,99 ! | DNS   |

### Finał
| Miejsce | Tor | Zawodniczka      | Państwo           | Czas    | Uwagi |
| ------- | --- | ---------------- | ----------------- | ------- | ----- |
| 1. !    | 6   | Stephanie Rice   | Australia         | 4:29,45 | ,     |
| 2. !    | 1   | Kirsty Coventry  | Zimbabwe          | 4:29,89 | AF    |
| 3. !    | 5   | Katie Hoff       | Stany Zjednoczone | 4:31,71 |       |
| 4.      | 4   | Elizabeth Beisel | Stany Zjednoczone | 4:34,24 |       |
| 5.      | 3   | Alessia Filippi  | Włochy            | 4:34,34 | NR    |
| 6.      | 8   | Hannah Miley     | Wielka Brytania   | 4:39,44 |       |
| 7.      | 2   | Jana Martynowa   | Rosja             | 4:40,04 |       |
| 8.      | 7   | Li Xuanxu        | Chiny             | 4:42,13 |       |